# Колумелла
Лу́ций Ю́ний Модера́т Колуме́лла (лат. Lucius Iunius Moderatus Columella; 4, Кадис — около 70 года, Тарент, Римская империя) — один из древнеримских авторов, осветивших в своих произведениях тему сельского хозяйства.

## Биография
В молодости состоял на военной службе: в частности, известно, что в 35 году служил в ранге военного трибуна в Сирии. После отошёл от гражданской карьеры и занялся сельским хозяйством.
В своём главном сочинении — трактате «О сельском хозяйстве» (лат. «De re rustica», около 42) Колумелла подробно, со ссылками на собственный практический опыт, опыт своего дяди Марка Колумеллы и на труды римских и греческих предшественников — в частности, Авла Корнелия Цельса, рассказывает об основах сельскохозяйственной деятельности и даёт адресату трактата, некоему Публию Сильвину, множество полезных советов. Трактат состоит из 12 книг, написан лёгким и изящным слогом в прозе, а 10-я книга о садоводстве — в стихах (гекзаметром). Помимо садоводства Колумелла рассматривает в трактате виноделие, выращивание маслин и их приготовление, разведение крупного и мелкого скота, птицы и рыбы, пчеловодство. К трактату примыкает также работа «О деревьях» (лат. «De arboribus»), в которой рассматривается культивирование плодовых и лесных деревьев в питомниках, посадка их и обрезка. Обе работы Колумеллы полностью сохранились, неоднократно переизданы в новое время, переведены на немецкий, французский, английский и частично на русский языки.

## Переводы

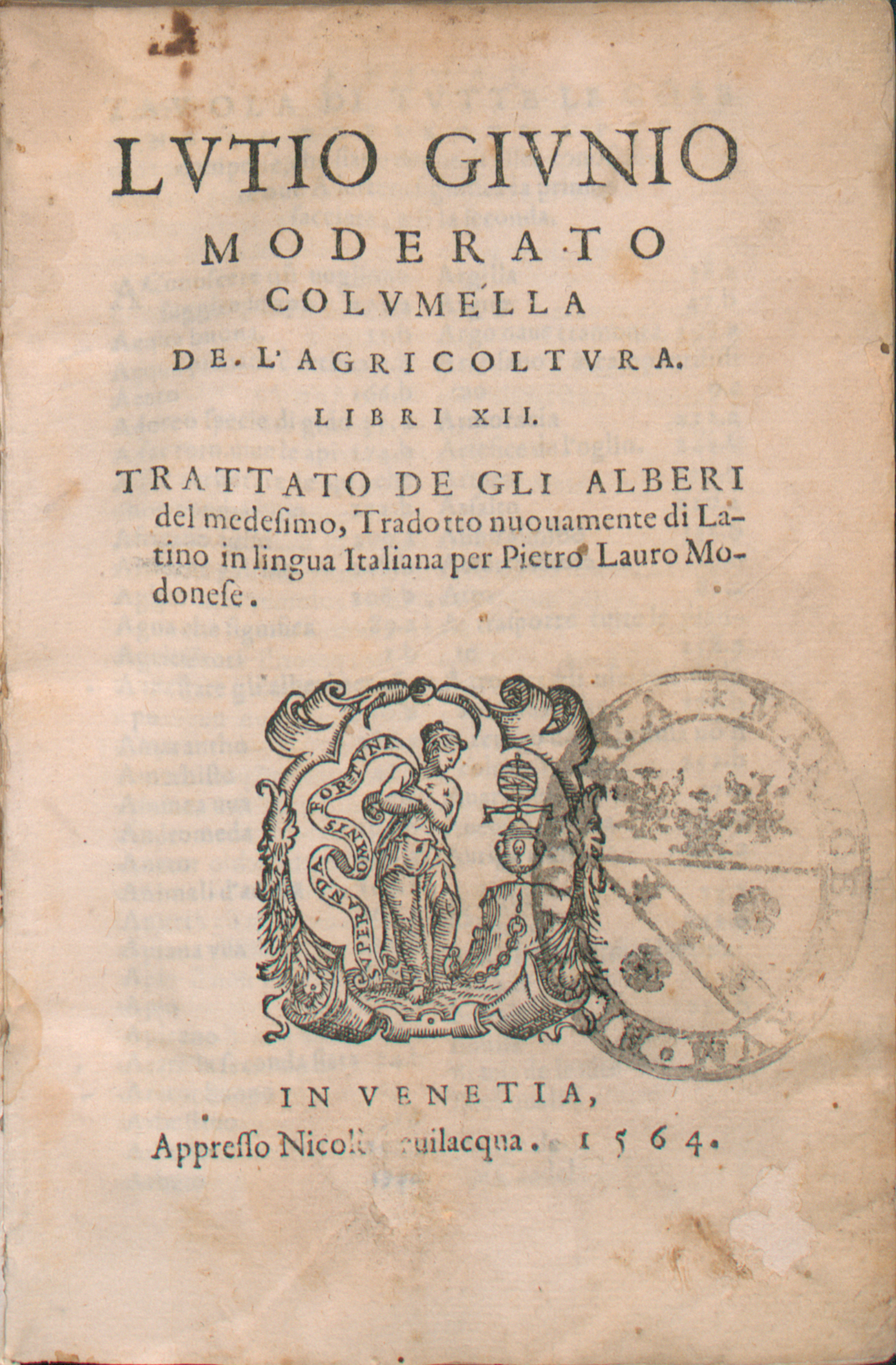
De re rustica, 1564

- Латинский текст с французским переводом: Les agronomes latins: Caton, Varron, Columelle, Palladius (1844). P. 165—518.
- В «The Loeb classical library» (под № 36, 407, 408) издан трехтомный английский перевод: «On agriculture»:
  - Vol. I. Books I—IV (1941);
  - Vol. II. Books V—IX (1941);
  - Vol. III. Books IX—XII. De arboribus.
- Издание в серии «Collection Budé» (с новым французским переводом) не завершено: опубликовано 5 книг.

Русские переводы (частичные):
- Книги 1, 3. // О сельском хозяйстве. (Катон, Варрон, Колумелла, Плиний). / Пер. М. Е. Сергеенко. Под ред. и с вступ. ст. М. И. Бурского. (Серия «Классики естествознания»). М.-Л.: Сельхозгиз. 1937. 302 стр. 2-е изд. М.: Сельхозгиз. 1957. 352 стр. 3000 экз. С. 157—212.
- Книги 1, 2, 3, 11. // Ученые земледельцы древней Италии. [Катон, Варрон, Колумелла, Плиний]. / Пер. М. Е. Сергеенко. М.: Наука. 1970. 292 стр. С. 114—198.
- Колумелла. Сельское хозяйство. Кн. 11. Перевод, вступительная статья и комментарии Л. В. Болтинской // Вопросы всеобщей истории. Красноярск, 1971.
- Колумелла о виликах (из книг XI, XII). / Пер. М. В. Дурново. // История Древнего Рима. Тексты и документы: Учебное пособие. Ч. 1. М., 2004. С. 285—291.